# سیل‌ها در سن پترزبورگ

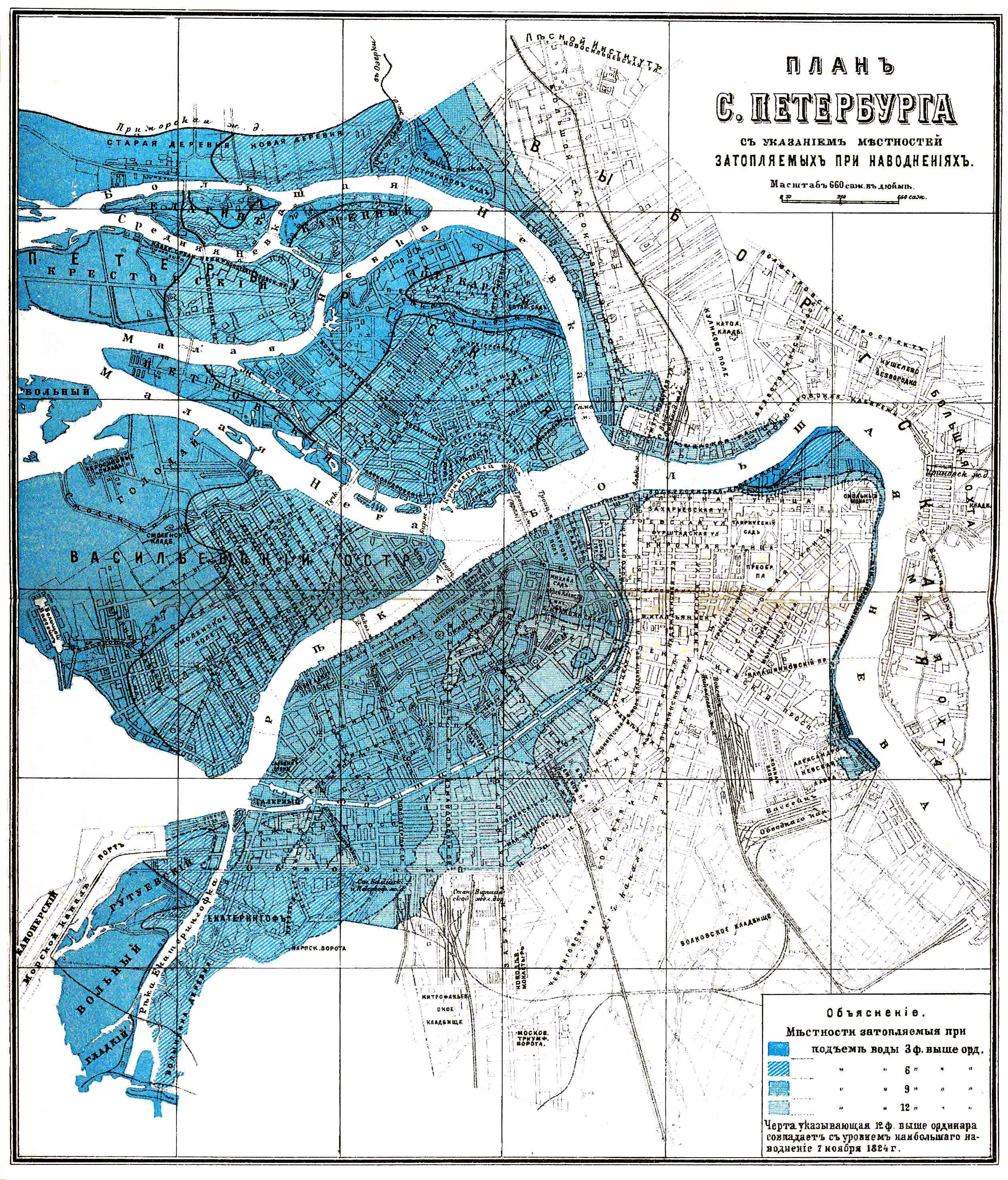
نقشهٔ مناطقی از سن پترزبورگ که سیل به‌راحتی در آن‌ها جاری می‌شود از دانشنامه افرون و بروک‌هاوس در سال ۱۹۰۷.

سیل‌ها در سن پترزبورگ به خیزش آب در قلمروی سن پترزبورگ، شهری بزرگ در روسیه و پایتخت سابق این کشور اشاره دارد. این سیل‌ها معمولاً در اثر طغیان دلتای رود نوا و خیزش آب در قسمت شرقی خلیج نوا ایجاد می‌شوند، اما گاهی اوقات در اثر ذوب‌شدن برف نیز به‌وجود می‌آیند. سیل در سن پترزبورگ زمانی ثبت می‌شود که سطح آب نسبت به سنجهٔ معیار تعبیه‌شده در مؤسسهٔ معدن سن پترزبورگ، به بالای ۱۶۰ سانتی‌متر برسد. از زمان تأسیس این شهر در سال ۱۷۰۳، بیش از ۳۰۰ سیل در آن رخ داده‌است.
انتظار می‌رود که با احداث سد سن پترزبورگ، که در سال ۱۹۷۸ آغاز شد و در سال ۲۰۱۱ به پایان رسید، موجب محافظت از این شهر در برابر سیل‌های ویرانگر شود. این سد آخرین قسمت تکمیل‌شده از جاده کمربندی سن پترزبورگ است. اولین بهره‌برداری از این سد برای مهار آب ورودی بالتیک به خلیج نوا در ۲۸ نوامبر ۲۰۱۱ انجام شد و منجر به کاهش خیزش آب به ۱٫۳ MASL شد که زیر سطح سیل برابر با ۱٫۶ متر مربع است، و از سیل شمارهٔ ۳۰۹ در تاریخچهٔ این شهر و وارد شدن حدود ۱٫۳ میلیارد روبل خسارت احتمالی جلوگیری کرد.

## بزرگترین سیل‌ها

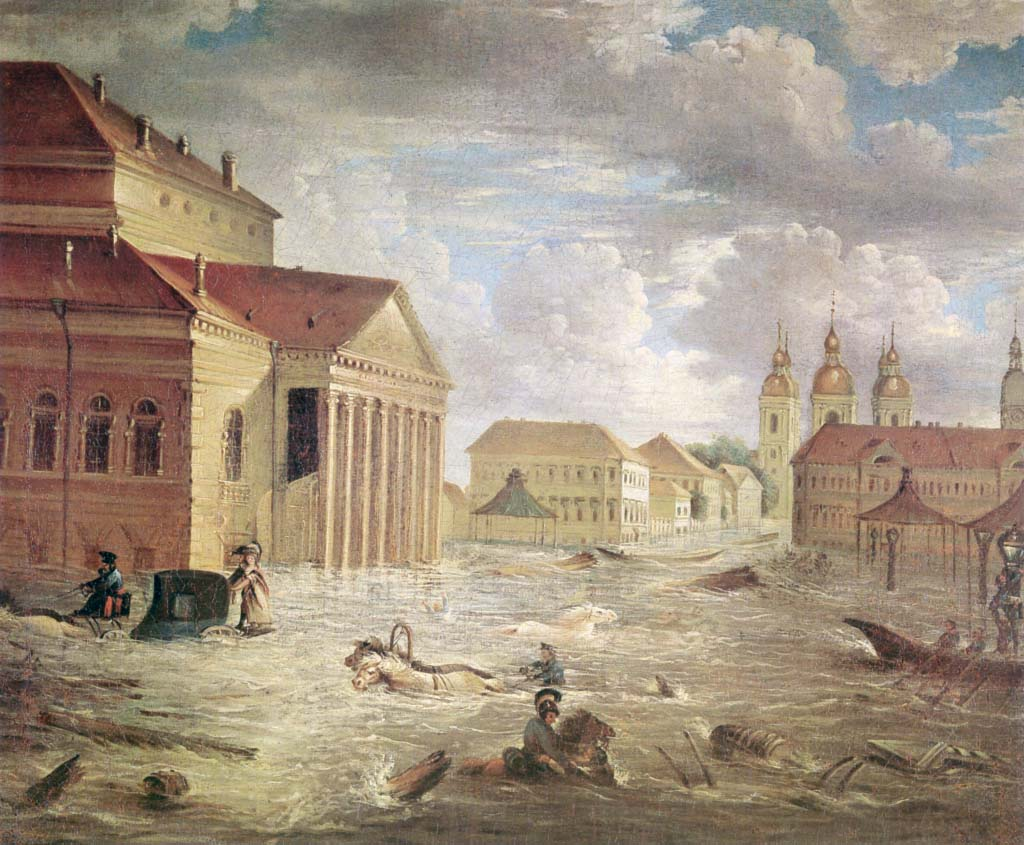
۱۹ نوامبر ۱۸۲۴، مقابل تئاتر بولشوی

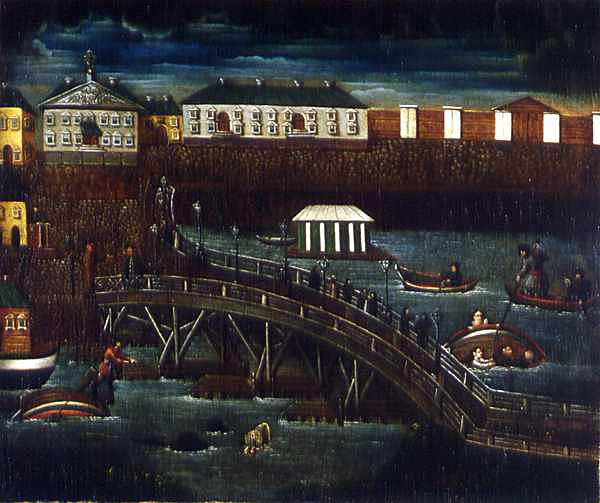
۱۹ نوامبر ۱۸۲۴

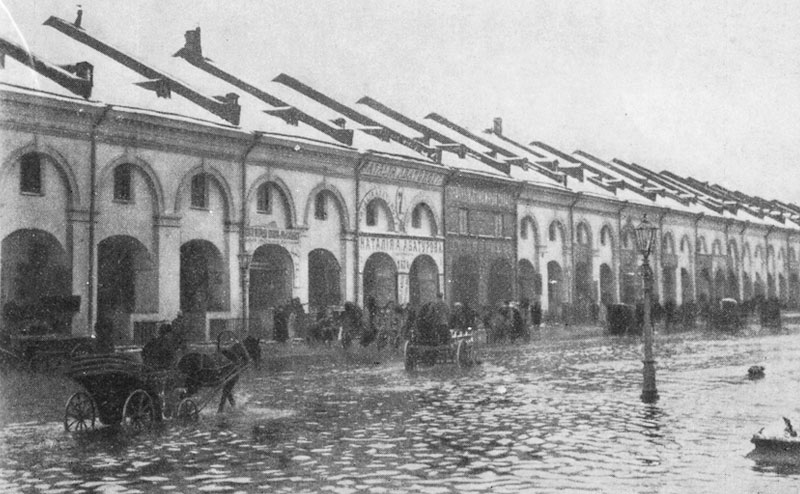
خیابان سادووایا در نزدیکی بازار سابق نیکولسکی، ۱۵ نوامبر ۱۹۰۳

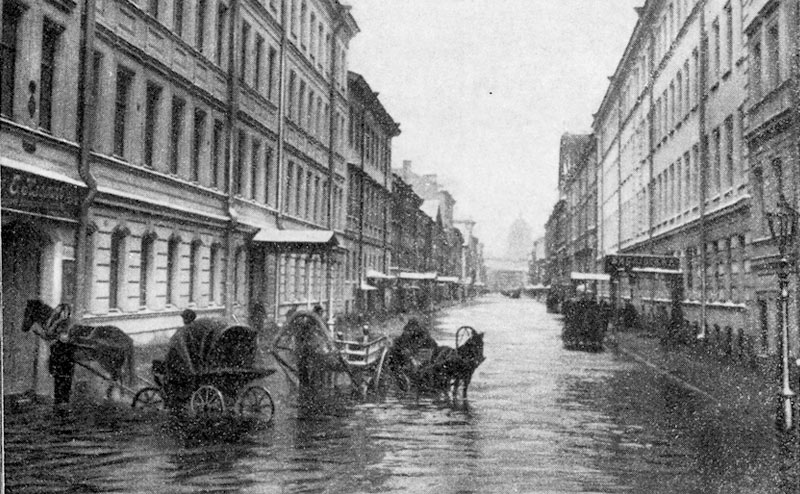
خیابان بولشایا پودیاچسکایا، ۲۵ نوامبر ۱۹۰۳

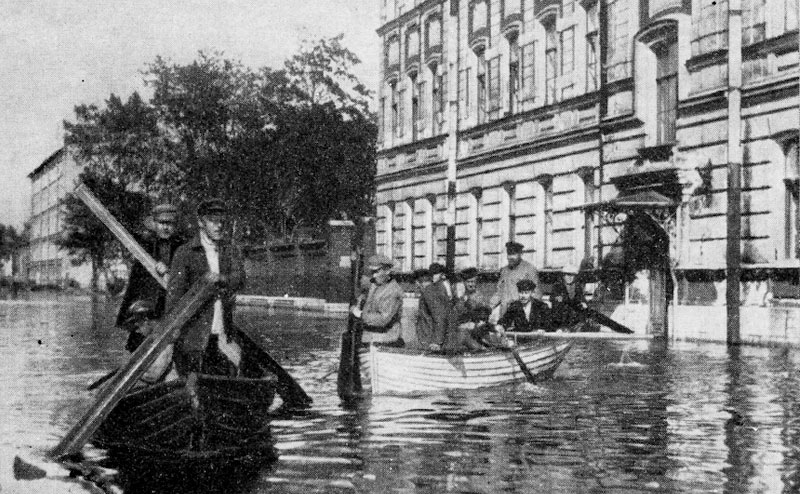
حمل و نقل با قایق در سرتاسر جزیرهٔ واسیلیفسکی در زمان وقوع سیل ۲۳ سپتامبر ۱۹۲۴

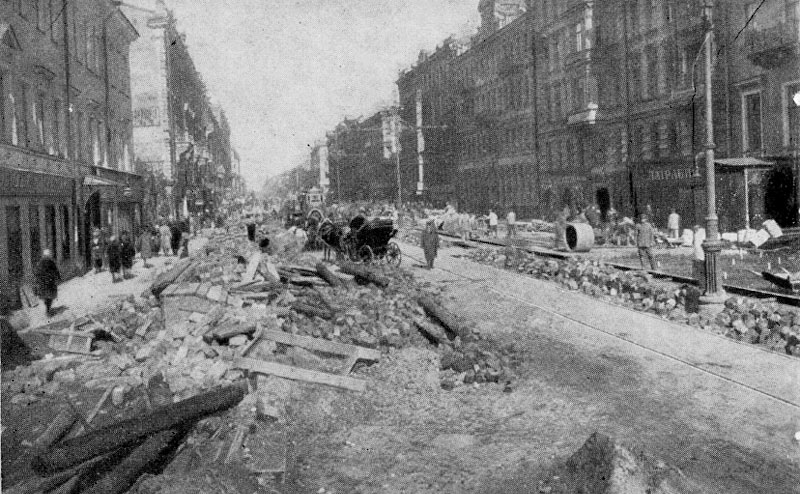
خیابان ولادیمیرسکی پس از سیل سال ۱۹۲۴

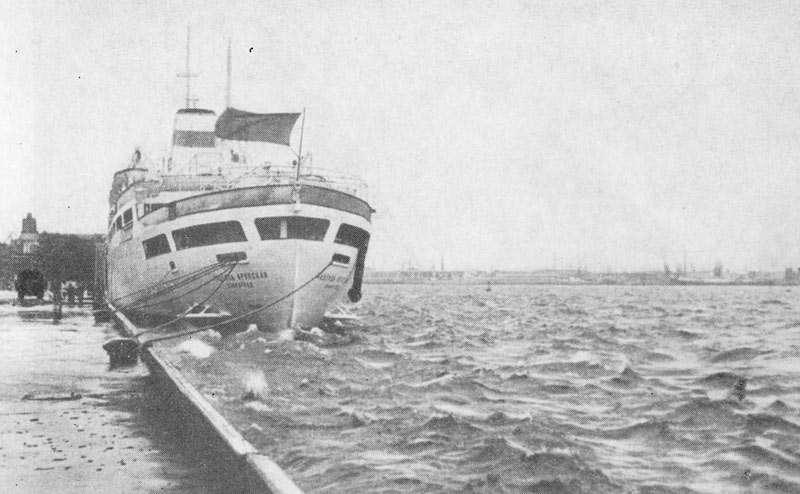
یک اسکله در جریان سیل ۱۸ اکتبر ۱۹۶۷

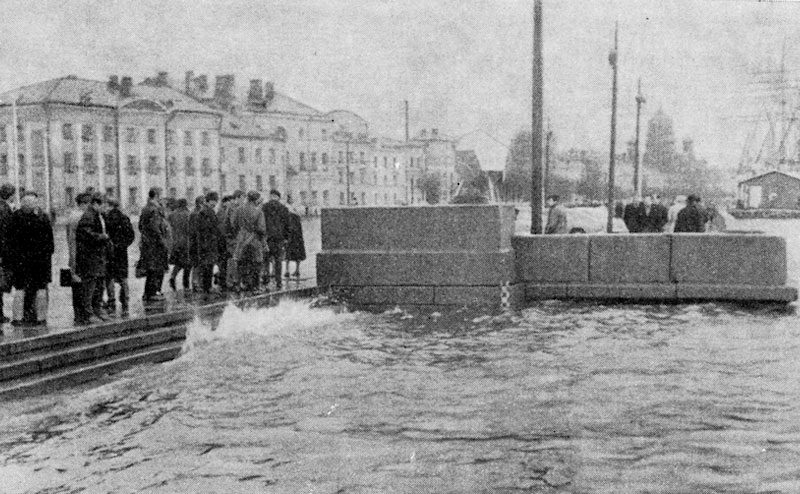
در نزدیکی مؤسسهٔ معدن در ۱۸ اکتبر ۱۹۶۷

در جدول زیر ۵۰ سیل بزرگ بین سال‌های ۱۷۰۳ و ۲۰۰۳ فهرست شده‌اند. بزرگ‌ترین سیل در سال ۱۸۲۴ رخ داد و منجر به کشته‌شدن صدها نفر شد. این سیل الهام‌بخش شعر سوارکار برنزی اثر الکساندر پوشکین بود.
یکی از سیل‌های بزرگ اخیر (۲۳۹ سانتی‌متر) در ۸–۹ ژانویهٔ ۲۰۰۵ به‌واسطهٔ وقوع گردباد اروین رخ داد. در پی وقوع این سیل، شش ایستگاه مترو تعطیل شد. سه سیل دیگر نیز در سال ۲۰۰۸ رخ دادند که همگی زیر ۲۰۰ سانتی‌متر بودند.
|    | شمارهٔ گاه‌نگاری | تاریخ (سبک جدید) | سطح آب سانتی‌متر | ساعت اوج |
| -- | -------------- | ---------------- | --------------- | -------- |
| ۱  | ۸۴             | ۱۹ نوامبر ۱۸۲۴   | ۴۲۱             | ۱۴:۰۰    |
| ۲  | ۲۱۰            | ۲۳ سپتامبر ۱۹۲۴  | ۳۸۰             | ۱۹:۱۵    |
| ۳  | ۷۱             | ۹ سپتامبر ۱۷۷۷   | ۳۲۱             | صبح      |
| ۴  | ۲۴۴            | ۱۵ اکتبر ۱۹۵۵    | ۲۹۳             | ۲۰:۴۵    |
| ۵  | ۲۶۴            | ۲۹ سپتامبر ۱۹۷۵  | ۲۸۱             | ۴:۰۰     |
| ۶  | ۳۹             | ۲۲ اکتبر ۱۷۵۲    | ۲۸۰             | ۱۰:۰۰    |
| ۷  | ۹              | ۲ اکتبر ۱۷۲۳     | ۲۷۲             | –        |
| ۸  | ۱۴             | ۱ نوامبر ۱۷۲۶    | ۲۷۰             | –        |
| ۹  | ۱۸۳            | ۱۳ نوامبر ۱۹۰۳   | ۲۶۹             | ۹:۰۰     |
| ۱۰ | ۷              | ۵ نوامبر ۱۷۲۱    | ۲۶۵             | طول روز  |
| ۱۱ | ۸۶             | ۲۰ اوت ۱۸۳۱      | ۲۶۴             | شب       |
| ۱۲ | ۳              | ۹ سپتامبر ۱۷۰۶   | ۲۶۲             | طول روز  |
| ۱۳ | ۳۱۹            | ۳۰ نوامبر ۱۹۹۹   | ۲۶۲             | ۴:۳۵     |
| ۱۴ | ۲۵             | ۱۰ سپتامبر ۱۷۳۶  | ۲۶۱             |          |
| ۱۵ | ۲۹۸            | ۶ دسامبر ۱۹۸۶    | ۲۶۰             | ۱۳:۳۰    |
| ۱۶ | ۲۱۵            | ۱۵ اکتبر ۱۹۲۹    | ۲۵۸             | ۱۷:۱۵    |
| ۱۸ | ۸۳             | ۲۴ ژانویهٔ ۱۸۲۲   | ۲۵۴             | شب       |
| ۱۹ | ۱۴۴            | ۲۹ اکتبر ۱۸۷۴    | ۲۵۲             | ۴:۰۰     |
| ۲۰ | ۵۵             | ۲۰ نوامبر ۱۷۶۴   | ۲۴۴             | –        |
| ۲۱ | ۲۰۱            | ۱۷ نوامبر ۱۹۱۷   | ۲۴۴             | ۶:۵۰     |
| ۲۲ | ۲۵۴            | ۱۸ اکتبر ۱۹۶۷    | ۲۴۴             | ۱۳:۳۰    |
| ۲۳ | ۴۵             | ۲۹ سپتامبر ۱۷۵۶  | ۲۴۲             | –        |
| ۲۴ | ۱۳۶            | ۲۰ اکتبر ۱۸۷۳    | ۲۴۲             | –        |
| ۲۵ | ۱۷۵            | ۴ نوامبر ۱۸۹۷    | ۲۴۲             | ۱۲:۰۰    |
| ۲۶ | ۲۶۱            | ۱۷ نوامبر ۱۹۷۴   | ۲۴۲             | ۱:۰۰     |
| ۲۷ | ۱۷۷            | ۲۶ نوامبر ۱۸۹۸   | ۲۴۰             | ۲۳:۳۰    |
| ۲۸ | ۲۶۰            | ۲۰ دسامبر ۱۹۷۳   | ۲۴۰             | ۷:۱۵     |
| ۲۹ | ۲۱۹            | ۸ ژانویهٔ ۱۹۳۲    | ۲۳۹             | ۳:۰۰     |
| ۳۰ | ۲۲۵            | ۸ اکتبر ۱۹۳۵     | ۲۳۹             | ۵:۵۰     |
| ۳۱ | ۱۸             | ۱۲ اکتبر ۱۷۲۹    | ۲۳۷             | ۱۰:۰۰    |
| ۳۲ | ۷۶             | ۲۹ سپتامبر ۱۷۸۸  | ۲۳۷             | –        |
| ۳۳ | ۱۴۵            | ۲۶ نوامبر ۱۸۷۴   | ۲۳۷             | ۴:۰۰     |
| ۳۴ | ۱۷۱            | ۲ نوامبر ۱۸۹۵    | ۲۳۷             | ۳:۰۰     |
| ۳۵ | ۲۲۷            | ۹ سپتامبر ۱۹۳۷   | ۲۳۶             | ۵:۳۰     |
| ۳۶ | ۳۷             | ۱۷ اکتبر ۱۷۴۴    | ۲۳۴             | –        |
| ۳۷ | ۴۱             | ۲۶ اکتبر ۱۷۵۲    | ۲۳۴             | ۱۲:۰۰    |
| ۳۸ | ۴۳             | ۱۱ دسامبر ۱۷۵۲   | ۲۳۴             | شب       |
| ۳۹ | ۲۲۸            | ۱۴ سپتامبر ۱۹۳۸  | ۲۳۳             | ۲:۲۵     |
| ۴۰ | ۲۶۹            | ۷ سپتامبر ۱۹۷۷   | ۲۳۱             | ۱۶:۵۰    |
| ۴۱ | ۲۹۲            | ۱ ژانویهٔ ۱۹۸۴    | ۲۳۱             | ۲۱:۲۰    |
| ۴۲ | ۱۲۵            | ۱۹ ژانویهٔ ۱۸۶۶   | ۲۲۹             | ۱۰:۰۰    |
| ۴۳ | ۲۰۸            | ۲۴ نوامبر ۱۹۲۲   | ۲۲۸             | ۱۹:۱۵    |
| ۴۴ | ۳۱۵            | ۱۲ اکتبر ۱۹۹۴    | ۲۲۸             | ۱۳:۵۰    |
| ۴۵ | ۱۱۶            | ۸ اکتبر ۱۸۶۳     | ۲۲۷             | ۲:۰۰     |
| ۴۶ | ۲۱۱            | ۳ ژانویهٔ ۱۹۲۵    | ۲۲۵             | ۲۱:۳۰    |
| ۴۷ | ۸۱             | ۶ سپتامبر ۱۸۰۲   | ۲۲۴             | طول روز  |
| ۴۸ | ۱۲۲            | ۱۹ مهٔ ۱۸۶۵       | ۲۲۴             | ۹:۱۰     |
| ۴۹ | ۲۰۲            | ۲۴ اوت ۱۹۱۸      | ۲۲۴             | ۹:۱۰     |
| ۵۰ | ۲۴۲            | ۱۴ اکتبر ۱۹۵۴    | ۲۲۲             | ۲۱:۰۰    |